# Abarema killipii
Abarema killipii е вид растение от семейство Бобови (Fabaceae). Видът е уязвим и сериозно застрашен от изчезване.

## Разпространение
Разпространен е в Колумбия и Еквадор.